# Sân bay quốc tế Đồn Khê Hoàng Sơn
Sân bay quốc tế Đồn Khê Hoàng Sơn (tiếng Trung: 黄山屯溪国际机场) (IATA: TXN, ICAO: ZSTX) là một sân bay tại Hoàng Sơn, An Huy, Cộng hòa Nhân dân Trung Hoa. Đây là sân bay cấp 4C theo tiêu chuẩn ICAO, có nhà ga hành khách có diện tích 11.000 m².

## Các hãng hàng không và điểm đến[2]
| Hãng hàng không         | Các điểm đến                                |
| ----------------------- | ------------------------------------------- |
| Air China               | Bắc Kinh - Thủ đô                           |
| China Eastern Airlines  | Hợp Phì                                     |
| China Southern Airlines | Quảng Châu, Thâm Quyến                      |
| Shanghai Airlines       | Thượng Hải-Hồng Kiều, Trùng Khánh, Thành Đô |
| Shenzhen Airlines       | Shenzhen                                    |
| Xiamen Airlines         | Hợp Phì - Hạ Môn                            |